# Castelo Ardvourlie

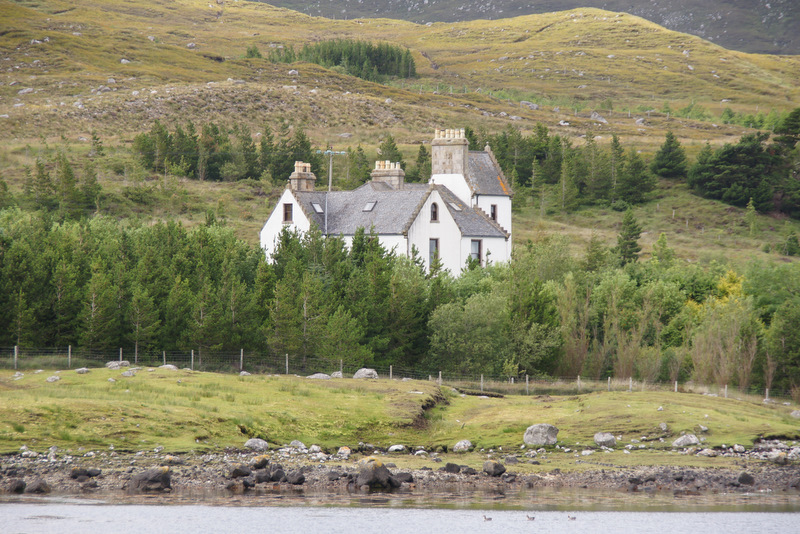
Castelo Ardvourlie, Escócia

O Castelo Ardvourlie (em inglês:  Ardvourlie Castle) é um castelo do século XIX localizado em Harris, Hébridas Exteriores, Escócia.

## História
Construído no ano de 1863 e pertencente ao Conde de Dunmore.
A estrutura foi usada como escola e capela, sendo que atualmente (2004) é propriedade privada.
Apareceu na série dramática da BBC, Machair.
Encontra-se classificado na categoria "B" do "listed building" desde 18 de março de 2004.